# Schwartz Peak
Der Schwartz Peak ist ein rund 1000 m hoher und felsiger Berg im westantarktischen Ellsworthland. Er ragt 1,5 km südlich des Foltz-Nunatak und 25 km ostsüdöstlich der FitzGerald Bluffs auf. Der Berg ist einer in einer Reihe kleinerer Gipfel südöstlich der Bluffs und die dominierende Erhebung im Zentrum dieser Reihe.
Der Berg gehört zu jenen Objekten, die der US-amerikanische Polarforscher Lincoln Ellsworth im November 1935 entdeckte und aus der Luft fotografierte. Der United States Geological Survey (USGS) kartierte ihn anhand eigener Vermessungen und Luftaufnahmen der United States Navy aus den Jahren von 1961 bis 1966. Das Advisory Committee on Antarctic Names benannte ihn 1968 nach dem Topografieingenieur Bruce L. Schwartz, der für den USGS von 1967 bis 1968 auf der Byrd-Station tätig war.